# Néjib
Pour les articles homonymes, voir Kacem.
Néjib Belhadj Kacem dit Néjib,  né en 1976 en Tunisie, est un auteur de bande dessinée franco-tunisien.

## Biographie
Néjib a suivi une formation de graphiste à l'École supérieure des arts décoratifs de Paris. Il publie en 2010 son premier livre pour enfants, L'Abécédaire zoométrique. Sa première bande dessinée Haddon Hall - Quand David inventa Bowie sort en 2012. En 2013, il est nommé directeur artistique chez Casterman,.
Son second album, Stupor Mundi, édité en 2016, figure dans les dix titres de la sélection officielle du Festival d'Angoulême 2017 retenus pour le Fauve d'or du meilleur album. Stupor Mundi est lauréat du prix Sheriff d'or 2016 de la librairie Esprit BD de Clermont-Ferrand.
En 2018, il publie le premier tome d'un triptyque, Swan, puis, en 2019, alors qu'il était jusque-là l'auteur complet de ses albums, il écrit pour la série Jhen le scénario de l'album Le Procès de Gilles de Rais, dessiné par Jean Pleyers. Après la publication du second tome de Swan en 2020, il écrit un second Jhen, qui paraît en 2022 : Jeanne des Armoises, également dessiné par Pleyers.

## Ouvrages

### Bandes dessinées

#### Haddon Hall - Quand David inventa Bowie
Scénario, dessin et couleurs, 100 planches, Gallimard, 2012 (DL 01/2012)  (ISBN 978-2-07-064240-3)

À la fin des années 1960, David Bowie, artiste encore inconnu, emménage avec femme et amis dans une ancienne demeure de la banlieue de Londres dénommée « Haddon Hall », avec l'ambition d'y vivre selon l'idéal communautaire hippie…

#### Stupor Mundi
Scénario, dessin et couleurs, 304 planches, format comics, Gallimard, 2016 (DL 01/2012)  (ISBN 978-2-07-508473-4)

Au XIIIe siècle, le savant Hannibal Qassim El Battouti, chassé de Bagdad en raison de sa réflexion scientifique opposée au dogmatisme religieux, trouve refuge dans Les Pouilles au château de l'Empereur Frédéric II de Hohenstaufen, surnommé Stupor mundi (la « Stupeur du monde »), protecteur des plus éminents scientifiques de l’époque. Là, Hannibal s'attèle au développement d'une nouvelle camera oscura dans le plus grand secret…

#### Swan
Scénario, dessin et couleurs, Gallimard

Swan Manderley et son frère Scottie arrivent à Paris en 1859 pour venir loger chez leur cousin Edgar Degas. Scottie veut devenir peintre alors que Swan prétend vouloir écrire des chroniques de voyage agrémentées de croquis destinées à être publiées dans un journal newyorkais. En réalité, la jeune femme ambitionne secrètement de devenir peintre, ce qu'elle n'ose avouer dans ce milieu essentiellement masculin. Avec Degas, elle va découvrir les « rapins », ces peintres montmartrois qui vont bientôt se trouver à l'origine du mouvement impressionniste…
1. Le Buveur d'absinthe, 184 planches, 2018 (DL 10/2018)  (ISBN 978-2-07-508473-4)
2. Le Chanteur espagnol, 137 planches, 2020 (DL 02/2020)  (ISBN 978-2-07-508477-2)
3. Le dejeuner sur l'herbe 2022

#### Jhen
Scénario, avec Jean Pleyers (dessin) et Corinne Pleyers (couleurs), Casterman
1. Le Procès de Gilles de Rais, 49 planches, 2019 (DL 04/2019)  (ISBN 978-2-203-14895-6)

Ses excès et ses outrages ont mené Gilles de Rais à son arrestation. Alors que s'ouvre son procès, Jhen, pour sauver son ami, part à la recherche d'une statuette, seule relique pouvant permettre à Gilles de revenir dans le droit chemin…
1. Jeanne des Armoises, 46 planches, 2022 (DL 01/2022)  (ISBN 978-2-203-19834-0)

Se heurtant à une troupe de brigands sur ses terres, Gilles de Rais est stupéfait de reconnaître sous les traits de leur chef, Jeanne, la Pucelle d’Orléans, morte sur le bûcher. Alors que le château est assiégé, Gilles confie à Jhen la jeune femme et le parchemin qu'il avait récupéré après la mort de la Pucelle…

### Livres pour enfants
- L'Abécédaire zoométrique, Gallimard Jeunesse, 2010
- Les P'tits Foot et la partie de foot nuages, Gallimard Jeunesse, 2016
- Les P'tits Foot et le club des Chats, Gallimard Jeunesse, 2016

## Prix et distinctions
- 2017 : 
  - Sélection officielle du Festival d'Angoulême 2017 pour Stupor Mundi
  - Finaliste Grand prix de la critique ACBD pour Stupor Mundi[4]
  - Prix révélation ADAGP au Quai des bulles pour Stupor Mundi.
- 2018 :  Prix Micheluzzi de la meilleure bande dessinée étrangère pour Stupor mundi

### Interviews
- Néjib (int.) et L. Gianati, « Stupor Mundi : de l'obscurité à la lumière - Entretien avec Néjib », sur BD Gest, 30 mai 2016
- Néjib (int.) et Marius Jouanny, « Néjib, du côté de chez Swann », Les Cahiers de la bande dessinée, no 10,‎ janvier-mars 2020, p. 34-39.